# ای‌وی‌اکس
ای‌وی‌اکس (انگلیسی: AVX) شرکت الکترونیک آمریکایی است، که در سال ۱۹۷۲ تأسیس شد.